# Jugoslaviska förstaligan i fotboll 1958/1959
Jugoslaviska förstaligan i fotboll 1958/1959 vanns av Röda stjärnan, som tog sin femte titel.

## Lag
Eftersom serien bantades ner från 14 till 12 lag åkte fyra lag ur serien (RNK Split, Spartak Subotica, OFK Belgrad och NK Zagreb) och ersattes av två lag - NK Rijeka och FK Sarajevo.
| Lag               | Ort      | Federal enhet              | Placering 1957/1958 |
| ----------------- | -------- | -------------------------- | ------------------- |
| Budućnost         | Titograd | SR Montenegro              | 10                  |
| Dinamo Zagreb     | Zagreb   | SR Kroatien                | 1                   |
| Hajduk Split      | Split    | SR Kroatien                | 9                   |
| Partizan          | Belgrad  | SR Serbien                 | 2                   |
| Radnički Belgrade | Belgrad  | SR Serbien                 | 3                   |
| Röda stjärnan     | Belgrad  | SR Serbien                 | 4                   |
| NK Rijeka         | Rijeka   | SR Kroatien                | i.u.                |
| FK Sarajevo       | Sarajevo | SR Bosnien och Hercegovina | i.u.                |
| Vardar            | Skopje   | SR Makedonien              | 7                   |
| Velež             | Mostar   | SR Bosnien och Hercegovina | 6                   |
| Vojvodina         | Novi Sad | SR Serbien                 | 5                   |
| Željezničar       | Sarajevo | SR Bosnien och Hercegovina | 8                   |

## Serietabell
| Placering | Klubb            | Spelade | Vinster | Oavgjorda | Förluster | Gjorda mål | Insläppta mål | Målskillnad | Poäng | Kvalificering                            |
| --------- | ---------------- | ------- | ------- | --------- | --------- | ---------- | ------------- | ----------- | ----- | ---------------------------------------- |
| 1         | Röda stjärnan    | 22      | 14      | 3         | 5         | 50         | 19            | +31         | 31    | Europacupen                              |
| 2         | Partizan         | 22      | 14      | 3         | 5         | 39         | 29            | +10         | 31    |                                          |
| 3         | Vojvodina        | 22      | 13      | 4         | 5         | 47         | 22            | +25         | 30    |                                          |
| 4         | Radnički Belgrad | 22      | 9       | 4         | 9         | 35         | 27            | +8          | 22    |                                          |
| 5         | Dinamo Zagreb    | 22      | 9       | 4         | 9         | 35         | 28            | +7          | 22    |                                          |
| 6         | Velež            | 22      | 10      | 2         | 10        | 35         | 38            | –3          | 22    |                                          |
| 7         | Hajduk Split     | 22      | 7       | 7         | 8         | 33         | 35            | –2          | 21    |                                          |
| 8         | NK Rijeka        | 22      | 8       | 4         | 10        | 29         | 44            | –15         | 20    |                                          |
| 9         | Budućnost        | 22      | 7       | 5         | 10        | 25         | 41            | –16         | 19    |                                          |
| 10        | FK Sarajevo      | 22      | 7       | 4         | 11        | 25         | 36            | –11         | 18    |                                          |
| 11        | Željezničar      | 22      | 7       | 3         | 12        | 26         | 35            | –9          | 17    | Nedflyttade till Jugoslaviska andraligan |
| 12        | Vardar           | 22      | 4       | 3         | 15        | 23         | >47           | –24         | 11    | Nedflyttade till Jugoslaviska andraligan |